# Förgätmigej
Äkta förgätmigej (Myosotis scorpioides) är en ört i släktet förgätmigejer och familjen strävbladiga växter.

## Beskrivning
Plantan växer upprätt och når en höjd från 15 cm till 60 cm. Den har små (6 mm bred krona) blå blommor som är gula i mitten. 
Äkta förgätmigej och sumpförgätmigej (Myosotis laxa) är de enda arterna i släktet som inte har utstående krokhår på foderbladen.

## Underarter
- Myosotis palustris subsp. eupalustris Hyl.
- Myosotis palustris var. laxa (Lehm.) A.Gray, 1856
- Myosotis palustris subsp. laxiflora (Rchb.) Soó, 1972
- Myosotis palustris subsp. laxiflora (Rchb.) M.Sychowa, 1975
- Myosotis palustris subsp. lithuanica (Schmalh.) Tzvelev, 2000
- Myosotis palustris var. micrantha Lehm., 1837
- Myosotis palustris subsp. nemorosa (Besser) Soó, 1972
- Myosotis palustris subsp. nemorosa (Besser) C.C.Berg & Kaastra, 1973
- Myosotis palustris var. subglabrata Polozhij, without type, 1979
- Myosotis palustris subsp. tuxeniana O.Bolòs & Vigo, 1979
- Myosotis scorpioides var. arvensis L., 1753
- Myosotis scorpioides subsp. caespitosa (Schultz) Herm.
- Myosotis scorpioides var. nemorosa (Besser) M.M.Ivanova, 1979
- Myosotis scorpioides subsp. palustris (L.) F.Herm.
- Myosotis scorpioides var. palustris L., 1753
- Myosotis scorpioides subsp. praecox (Hülph.) Dickoré, 1997
- Myosotis scorpioides var. praecox (Hülph.) Jonsell, 1988
- Myosotis scorpioides L. var. scorpioides
Kromosomtal 64, 66
- Myosotis scorpioides subsp. radicans (Opiz) Valdés, 2004
- Myosotis scorpioides subsp. tuxeniana (O.Bolòs & Vigo) O.Bolòs, Nuet & Panareda, 1986

## Habitat
Förgätmigejen kommer ursprungligen från Euroasien, men har spridit sig även till Nordamerika, där den på sina håll kan vara invasiv. Den finns i större delen av Sverige och Finland, men är vanligast i söder.

### Utbredningskartor
- Norden 
  - I södra Norge upp till 700 m ö h.
- Norra halvklotet 
  - Ej ursprunglig i Nordamerika

## Biotop
Trivs bäst på fuktiga marker med mycket sol eller lätt skugga, som sjöstränder och skogskärr.

## Etymologi
förgät mig ej = glöm mig inte
- Myosotis = råttöron.
- Palustris = sumpmark, vattensjukt område, växtens biotop.
- Scorpionides = skorpionliknande. Troligen med syftning på att bladen till att börja med är hoprullade, liksom skorpionens gifttagg.

## Övrigt
Första fynduppgift finns i Rudbecks Catalogus plantarum 1658 (Norstedt, 1920).
Förgätmigej är landskapsblomma i Dalsland och delstatsblomma i Alaska, USA.
Det finns även odlade varianter med något avvikande utseende.
| ”                                                                  | Denna täcka blomma betraktas sedan gammalt såsom en kärlekens eller vänskapens minnesblomma. Men, anmärker DYBECK, de prunkande namn, som man utomlands slösat på växten, ha ej vunnit insteg hos svenska allmogen, icke ens "Förgät-mig-ej", hvilket ännu idag icke är folknamn. Ej heller, säger DYBECK, är blomman i särdeles tycke, utom i eller nära städerna, der den, såsom bekant, bindes till kransar att lägga i vatten. "Med säkerhet kan deremot antagas att blommans benämningar Fiskögon (Nerike), Fansögon och mormorsglasögon (Skåne) äro inhemska ehuru knappt urgamla." Denna brist på allmoge-namn står säkerligen i samband med växtens brist på nyttiga eller annars märkliga egenskaper. | „ |
| – C. F. Nyman, Utkast till svenska växternas naturhistoria I, 1867 | |   |

## Bygdemål
| Namn             | Trakt         | Referens | Förklaring                                      |
| ---------------- | ------------- | -------- | ----------------------------------------------- |
| Blå ögontröst    |               |          | Enligt folkmedicin botemedel för ögonbesvär     |
| Fansögon         | Skåne         | [ 3 ]    |                                                 |
| Fiskögon         | Närke         |          |                                                 |
| Huggormsört      |               |          | Känt sedan 1600-talet                           |
| Jungfruöga       | Södra Sverige | [ 4 ]    |                                                 |
| Kattyven         | Skåne         | [ 5 ]    | Egentligen kattögon                             |
| Mormors glasögon | Skåne         |          | Samma benämning har använts även för Teveronika |
| Skorpionört      |               |          | Känt sedan 1600-talet                           |